# Fernando Antônio Brochini
Fernando Antônio Brochini CSS (ur. 10 listopada 1946 w Rio Claro, zm. 15 marca 2024 w Uberlândii) – brazylijski duchowny rzymskokatolicki, w latach 2015–2023 biskup Itumbiary.

## Życiorys
Święcenia kapłańskie przyjął 8 grudnia 1973 w zakonie stygmatystów. Był m.in. nauczycielem w niższym seminarium w Morrinhos (1974-1976) i dyrektorem jednej ze szkół w tymże mieście (1976-1977), mistrzem nowicjatu, a także przełożonym zakonnych prowincji w Brasilii (1988-1994) i w Morrinhos (1997-2001).

### Episkopat
12 grudnia 2001 został mianowany biskupem koadiutorem Jaboticabal. Sakry biskupiej udzielił mu 3 marca 2002 ówczesny biskup diecezjalny tej diecezji, Luíz Eugênio Pérez. 25 stycznia 2003, w wyniku odejścia bp. Péreza na emeryturę, objął rządy w diecezji.
15 października 2014 papież Franciszek przeniósł go na stolicę biskupią Itumbiara. Ingres odbył się 3 stycznia 2015.